# Saint-Siméon-de-Bressieux
Saint-Siméon-de-Bressieux is een gemeente in het Franse departement Isère (regio Auvergne-Rhône-Alpes). De plaats maakt deel uit van het arrondissement Grenoble. Saint-Siméon-de-Bressieux telde op 1 januari 2022 3.107 inwoners. 

## Geografie
De oppervlakte van Saint-Siméon-de-Bressieux bedroeg op 1 januari 2022 18,79 vierkante kilometer; de bevolkingsdichtheid was toen 165,4 inwoners per km².

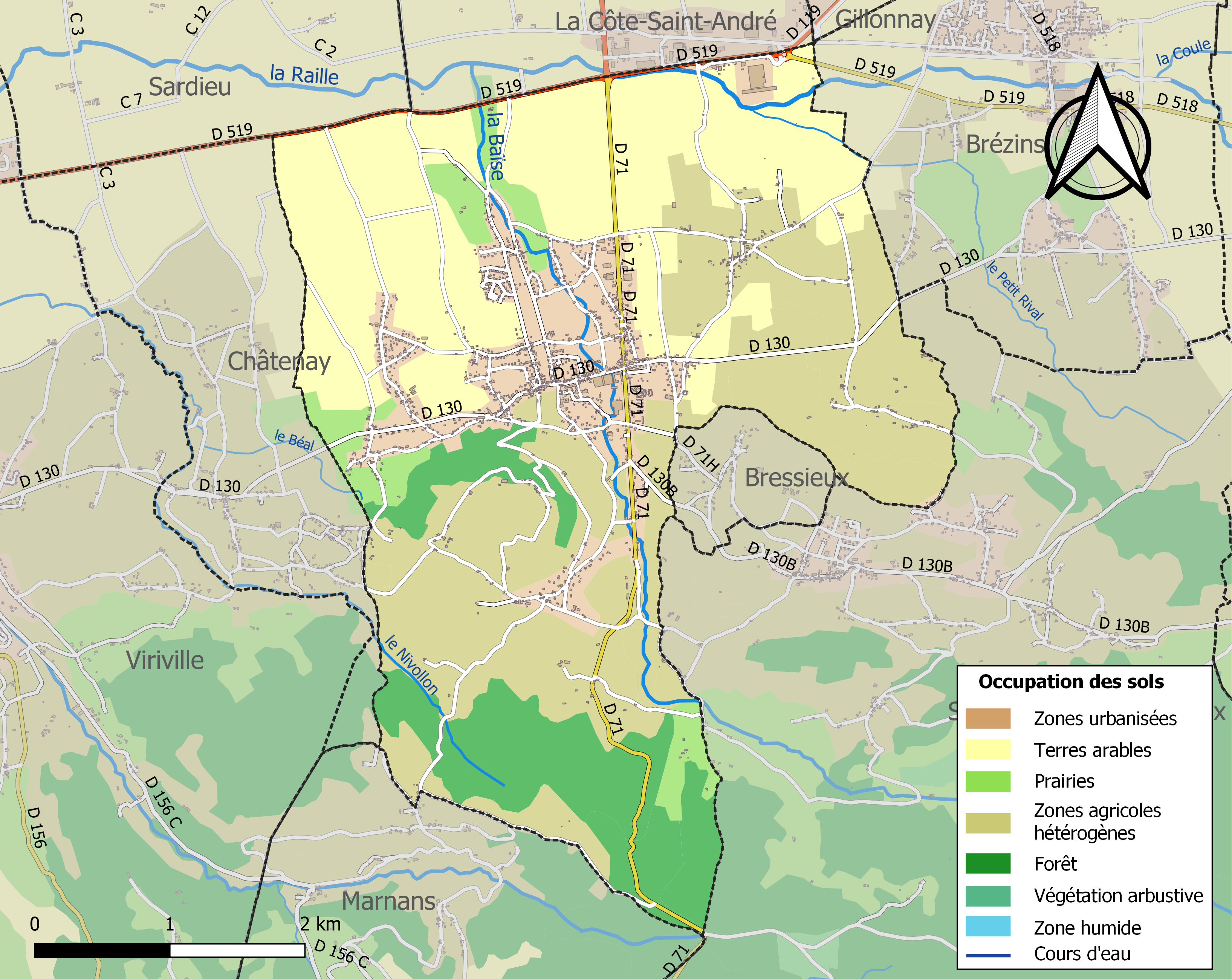
Kaart van de gemeente met de belangrijkste infrastructuur, bodemgebruik en omliggende gemeenten

## Demografie
Onderstaande figuur toont het verloop van het inwonertal (bron: INSEE-tellingen).